# Çömlekçi, Bahçesaray
Çömlekçi là một xã thuộc thành phố Bahçesaray, tỉnh Van, Thổ Nhĩ Kỳ. Dân số thời điểm năm 2011 là 416 người.